# Ministère de l'Emploi et des Relations de travail
Le ministère de l'Emploi et des Relations de travail est un ministère ouzbek qui s'occupe de la gestion de l'emploi. Il est dirigé par Sherzod Qudbiyev depuis le 12 avril 2018.

## Historique
En 2001, le ministère du Travail fusionne avec le ministère du Bien-être social pour former le ministère du Travail et de la Protection sociale. En 2010, le ministère du Travail et de la Protection sociale perd la gestion des fonds de pension qui devient mandat du ministère des Finances, en 2016, il perd également la gestion de la protection sociale au profit du ministère de la Santé et devient simplement le ministère du travail.
Le 23 mai 2017, le président Shavkat Mirziyoyev réorganise l'ancien ministère du Travail. L'ancien ministre de l'emploi, Aziz Abduhakimov, reste en place. Il est plus tard remplacé par Aktam Haitov, qui ne reste que quelques mois avant d'être lui-même remplacé par Sherzod Qudbiyev.

## Liste des ministres

### Ministre du Travail
| Nom                  | de   | à    |
| -------------------- | ---- | ---- |
| R. Norbayev          | 1992 |      |
| Shavkatbek Ibrohimov |      | 2001 |

### Ministre du Travail et de la Protection sociale
| Nom                    | de              | à    |
| ---------------------- | --------------- | ---- |
| Okiljon Obidov         | 26 février 2001 | 2006 |
| Aktam Haitov (intérim) | 2006            | 2010 |

### Ministre du Travail
| Nom              | de              | à               |
| ---------------- | --------------- | --------------- |
| Aktam Haitov     | Mars 2010       | 10 juillet 2014 |
| Aziz Abduhakimov | 10 juillet 2014 | 23 mai 2017     |

### Ministre de l'Emploi et des Relations de travail
| Nom              | de                | à             |
| ---------------- | ----------------- | ------------- |
| Aziz Abduhakimov | 23 mai 2017       | 9 août 2017   |
| Aktam Haitov     | 9 août 2017       | 11 avril 2018 |
| Sherzod Qudbiyev | 12 avril 2018     | 30 août 2019  |
| Nozim Husanov    | 19 septembre 2019 |               |